# Montura Canon RF
La montura de objetivo Canon RF es desarrollada por Canon para sus cámaras de objetivo intercambiable sin espejo con sensor de formato completo. Es un componente fundamental del sistema EOS R de Canon, que permite una comunicación significativamente más rápida y un mayor ancho de banda entre la cámara y el objetivo. Este avance ha facilitado numerosas mejoras de diseño e innovaciones técnicas en los equipos de la serie EOS R.
Se introdujeron por primera vez en septiembre de 2018 en la EOS R, la primera cámara mirrorless del sistema EOS R de Canon. Introducida más de 30 años después de la aclamada montura EF de Canon, la montura RF está diseñada para hacer posible una nueva generación de tecnología óptica y de posibilidades creativas.
Todas las cámaras del sistema EOS R tiene la misma montura RF, tanto si el sensor de la cámara es APS-C (como en la EOS R7 y EOS R10) o Full Frame (como en los otros modelos). Esto significa que todos los objetivos RF y RF-S se pueden usar con todas las cámaras del sistema EOS R,[cita requerida] aunque el campo de visión de cualquier objetivo será diferente en una cámara APS-C y en una cámara Full Frame, debido al «factor de recorte» del sensor APS-C.

## Características montura RF

#### Dimensiones de la montura RF
La montura RF de Canon mantiene el mismo amplio diámetro de 54 mm que la montura EF, pero con una gran reducción en la distancia de back focus, la distancia entre la montura y el sensor, que pasa de 44 mm en la montura EF a 20 mm en la montura RF. Esto ha sido posible porque las cámaras réflex con montura EF tenían que diseñarse teniendo en cuenta el mecanismo de su espejo réflex, pero las cámaras con montura RF son mirrorless, por lo que los diseñadores de objetivos pueden priorizar el rendimiento óptico y crear nuevos diseños ópticos.
En concreto, los objetivos solían necesitar ingeniería óptica adicional para desplazar el sistema óptico hacia delante y así evitar el espejo de la cámara a la vez que se conservaba la misma longitud focal, pero esto ha cambiado con la montura RF. El resultado es que los objetivos RF se pueden hacer más compactos y más ligeros que las monturas EF equivalentes. Los objetivos RF también se pueden fabricar con elementos posteriores de mayor diámetro. Este tipo de diseño ayuda a reducir el plegado de los rayos de luz al pasar por el objetivo, lo que reduce las aberraciones y mejora la calidad de imagen general. Ahora podemos tener aberturas más grandes para una longitud focal determinada y conseguir nitidez de esquina a esquina con la mínima reducción de luz.

#### Conexión de 12 pines
La montura RF tiene una conexión de 12 pines entre la cámara y el objetivo, en comparación con los 8 pines de la montura EF. Esto permite una comunicación más rápida entre el objetivo y la cámara, así como más ancho de banda para la transferencia de datos. 
La conexión permite el uso de nuevos controles, como el Anillo de Control del objetivo que viene incorporado en todos los objetivos RF, sumado a los anillos de enfoque y zoom estándar. Este anillo se puede personalizar para controlar una variedad de ajustes, como la velocidad de obturación, la abertura, la compensación de exposición y el ISO, por lo que te ofrece un método rápido y táctil de configurar los ajustes principales sin tener que apartar la mirada del visor.
Otra ventaja es la corrección de la cámara de aberraciones ópticas y la optimización digital de objetivos (DLO) en tiempo real. Antes, cuando comprabas un objetivo nuevo tenías que descargar y registrar los datos de corrección del objetivo, para que la cámara pudiera aplicar los ajustes necesarios a fin de compensar las peculiaridades ópticas de ese objetivo concreto. Gracias a la velocidad de la conexión de la montura RF, la cantidad de datos que puede gestionar y la potencia de procesamiento de los últimos procesadores de imagen, los datos del optimizador digital del objetivo se almacenan en los objetivos RF y se pueden leer automáticamente. Además, esos datos se pueden utilizar en los disparos en serie sin que se vea afectada la velocidad o el número de imágenes que puedes hacer, tal y como sucedía antes. 

#### Enfoque rápido
La velocidad y el ancho de banda de la montura RF ofrece un rendimiento del enfoque automático con mayor rapidez y capacidad de respuesta, la EOS R5 y la EOS R6, por ejemplo, pueden enfocar en unos 0,05 segundos y seguir por todo el encuadre incluso a motivos en rápido movimiento.
La montura RF permite a los objetivos pueden aprovechar también las nuevas tecnologías de enfoque. El RF 70-200mm F2.8L IS USM es el primer objetivo equipado con la tecnología doble Nano USM, es decir, cuenta con dos motores Nano USM que accionan diferentes grupos de lentes y colaboran para producir un enfoque más rápido y eficiente. El RF 400mm F2.8L IS USM y el RF 600mm F4L IS USM son los primeros superteleobjetivos en la gama de RF que ofrecen «Power Doubled Focus Drive», que permite enfocar a una velocidad nunca antes vista. Si bien la óptica y la mecánica de estos dos objetivos son en gran medida las mismas de las versiones EF, sus capacidades están a otro nivel pues sacan el máximo partido a las dos revoluciones de Canon: el sistema EOS R y la montura RF. 
Tecnologías como la del Nano USM, que combina la velocidad de los motores USM tradicionales con la suavidad y el funcionamiento silencioso de los motores STM, son una ventaja, especialmente para videógrafos y fotógrafos de deportes o naturaleza, que capturan imágenes de acción rápida y necesitan disponer de un enfoque suave y muy silencioso. Además, la montura RF permite unos ajustes de abertura más suaves al grabar vídeo, puesto que todos los objetivos RF permiten incrementos de 1/8 de paso, en comparación con los incrementos de 1/3 de paso que se utilizan en la fotografía. Esto se refleja en cambios de brillo menos perceptibles al ajustar la abertura mientras se graba.
La velocidad de conexión de la montura RF permite incluso que el sistema electrónico de reducción del desajuste de enfoque no modifique el ángulo de visión mientras enfocas. Las cámaras de cine sin montura RF suelen ser muy grandes porque incluyen un mecanismo mecánico que las ayuda a evitar el desajuste del enfoque, pero la montura RF, junto con el uso de tecnología Nano USM y grupos de enfoque flotantes, permiten hacerlo de manera electrónica, lo que hace posible un diseño de objetivo muy compacto para grabar vídeos.

#### Tecnología IS
La velocidad y el ancho de banda de la comunicación entre la cámara y el objetivo permiten que, incluso en cámaras del sistema EOS R que no tienen estabilización de imagen integrada (IBIS) con desplazamiento de sensor, un sistema de IS de doble detección supervise la información de movimiento del sensor CMOS de la cámara, que es más sensible que el IS óptico del objetivo a la trepidación de baja frecuencia, como la que ocasiona el latido del corazón o la respiración del fotógrafo. Esta información adicional sirve para que la corrección de la trepidación sea más eficaz y en la práctica se traduce en una estabilización con medio paso adicional o incluso más.
Además, en las cámaras que tienen el sistema IBIS que se introdujo en la EOS R5 y la EOS R6, el IBIS de la cámara puede cooperar con el IS óptico de los objetivos equipados con IS para hacer frente a más casos de trepidación que cualquiera de los dos sistemas por sí solo. El IS óptico es especialmente eficaz, por ejemplo, a longitudes focales de teleobjetivo, mientras que el IBIS corrige con mayor eficacia la trepidación que tiene lugar a longitudes focales más amplias.
El ancho cuello de la montura RF permite que los objetivos con un gran círculo de imagen también puedan aprovechar en mayor medida el sistema IBIS, pues el sensor tiene más espacio para moverse y contrarrestar la trepidación sin el riesgo de recortar la imagen. Esto hace posible que el sistema IBIS de la cámara ofrezca una estabilización de hasta 8 pasos al usar objetivos que no incluyan IS óptico integrado, pero que tengan grandes círculos de imagen, como el RF 28-70mm F2L USM y el RF 85mm F1.2L USM.

## Cámaras Canon montura RF
| Modelo      | Sensor     | MP   | ISO        | IBIS | Eye Detection AF | Batería | Medios de grabación  | Procesador                  | Descargas | Manual |
| ----------- | ---------- | ---- | ---------- | ---- | ---------------- | ------- | -------------------- | --------------------------- | --------- | ------ |
| EOS R       | Full Frame | 30.3 | 100–40000  | No   | Si               | LP-E6N  | SD x1                | DIGIC 8                     | [ 1 ]     | [ 2 ]  |
| EOS RP      | Full Frame | 26.2 | 100–40000  | No   | Si               | LP-E17  | SD x1                | DIGIC 8                     | [ 3 ]     | [ 4 ]  |
| EOS R1      | Full Frame | 24.1 | 100–102400 | Si   | Si               | LP-E19  | Cfexpress x2         | DIGIC X + DIGIC Accelerator | PEND      | [ 5 ]  |
| EOS R3      | Full Frame | 24.1 | 100-102400 | Si   | Si               | LP-E19  | Cfexpress x1 + SD x1 | DIGIC X                     | [ 6 ]     | [ 7 ]  |
| EOS R5      | Full Frame | 45   | 100–51200  | Si   | Si               | LP-E6N  | Cfexpress x1 + SD x1 | DIGIC X                     | [ 8 ]     | [ 9 ]  |
| EOS R5 mkII | Full Frame | 45   | 100–51200  | Si   | Si               | LP-E6P  | Cfexpress x1 + SD x1 | DIGIC X + DIGIC Accelerator | PEND      | [ 10 ] |
| EOS R6      | Full Frame | 20.1 | 100-102400 | Si   | No               | LP-E6N  | SD x2                | DIGIC X                     | [ 11 ]    | [ 12 ] |
| EOS R6 mkII | Full Frame | 24.2 | 100-102400 | Si   | No               | LP-E6N  | SD x2                | DIGIC X                     | [ 13 ]    | [ 14 ] |
| EOS R7      | APSC       | 32.5 | 100-32000  | Si   | No               | LP-E6N  | SD x2                | DIGIC X                     | [ 15 ]    | [ 16 ] |
| EOS R8      | Full Frame | 24.2 | 100-102400 | No   | No               | LP-E17  | SD x1                | DIGIC X                     | [ 17 ]    | [ 18 ] |
| EOS R10     | APSC       | 24.2 | 100-32000  | No   | No               | LP-E17  | SD x1                | DIGIC X                     | [ 19 ]    | [ 20 ] |
| EOS R50     | APSC       | 24.2 | 100-32000  | No   | No               | LP-E17  | SD x1                | DIGIC X                     | [ 21 ]    | [ 22 ] |
| EOS R100    | APSC       | 24.1 | 100-12800  | No   | No               | LP-E17  | SD x1                | DIGIC 8                     | [ 23 ]    | [ 24 ] |

## Objetivos Canon montura RF

### Objetivos RF Trinity
Dentro de la gama de objetivos RF se encuentra el «trío» de objetivos zoom f/2,8 de Canon, un objetivo zoom gran angular, un objetivo zoom estándar y un teleobjetivo zoom. 
Los objetivos RF Trinity de Canon son el RF 15-35mm F2.8L IS USM, el RF 24-70mm F2.8L IS USM y el RF 70-200mm F2.8L IS USM. Todos brindan una rápida abertura de f/2,8. estabilización óptica de imagen y un motor de enfoque automático silencioso Nano USM. Esta versatilidad se refleja en que se puede fotografiar todo, desde paisajes y retratos hasta deportes y naturaleza.

### Tabla de Objetivos
| Distancia Focal (mm) | Apertura  | Designaciones  | IS | L  | Motor AF | Diámetro filtro | Diámetro lente     | Largo    | Peso  | Tipo  | Parasol                       | Introducido | Fuente |
| -------------------- | --------- | -------------- | -- | -- | -------- | --------------- | ------------------ | -------- | ----- | ----- | ----------------------------- | ----------- | ------ |
| 5.2                  | f/2.8     | L Dual Fisheye | No | Si |          | Rear gelatin    | 121.1 mm × 83.6 mm | 53.5 mm  | 350g  | Prime |                               | 2021-10-06  | [ 25 ] |
| 10–18                | f/4.5-6.3 | RF-S IS STM    | Si | No | STM      | 49 mm           | 69.0 mm            | 44.9 mm  | 150g  | Zoom  | EW-53B                        | 2023-11-02  | [ 26 ] |
| 10–20                | f/4       | L IS STM       | Si | Si | STM      | Rear gelatin    | 83.7 mm            | 112 mm   | 570g  | Zoom  | built into lens               | 2023-10-11  | [ 27 ] |
| 14–35                | f/4       | L IS USM       | Si | Si | USM      | 77 mm           | 84.1 mm            | 99.8 mm  | 540g  | Zoom  | EW-83P                        | 2021-06-29  | [ 28 ] |
| 15–30                | f/4.5-6.3 | IS STM         | No | No | STM      | 67 mm           | 76.6 mm            | 88.4 mm  | 390g  | Zoom  | EW-73E                        | 2022-07-12  | [ 29 ] |
| 15–35                | f/2.8     | L IS USM       | Si | Si | USM      | 82 mm           | 88.5 mm            | 126.8 mm | 840g  | Zoom  | EW-88F                        | 2019-08-28  | [ 30 ] |
| 16                   | f/2.8     | STM            | No | No | STM      | 43 mm           | 68.5 mm            | 40.6 mm  | 165g  | Prime | EW-65C                        | 2021-09-14  | [ 31 ] |
| 18–45                | f/4.5–6.3 | RF-S IS STM    | Si | No | STM      | 49 mm           | 69.0 mm            | 44.3 mm  | 130g  | Zoom  | EW-53                         | 2022-05-25  | [ 32 ] |
| 18–150               | f/3.5–6.3 | RF-S IS STM    | Si | No | STM      | 55 mm           | 69.0 mm            | 84.5 mm  | 310g  | Zoom  | EW-60F                        | 2022-05-25  | [ 33 ] |
| 24                   | f/1.8     | Macro IS STM   | Si | No | STM      | 52 mm           | 74.4 mm            | 63.1 mm  | 270g  | Prime | EW-65B                        | 2022-07-12  | [ 34 ] |
| 24–50                | f/4.5–6.3 | IS STM         | Si | No | STM      | 58 mm           | 69.6mm             | 58 mm    | 210g  | Zoom  | EW-63C                        | 2023-02-08  | [ 35 ] |
| 24–70                | f/2.8     | L IS USM       | Si | Si | USM      | 82 mm           | 88.5 mm            | 125.7 mm | 900g  | Zoom  | EW-88E                        | 2019-08-28  | [ 36 ] |
| 24–105               | f/2.8     | L IS USM Z     | Si | Si | USM      | 82 mm           | 88.5 mm            | 199 mm   | 1330g | Zoom  | EW-88E                        | 2023-11-02  | [ 37 ] |
| 24–105               | f/4       | L IS USM       | Si | Si | USM      | 77 mm           | 83.5 mm            | 107.3 mm | 700g  | Zoom  | EW-83N                        | 2018-09-05  | [ 38 ] |
| 24–105               | f/4.0–7.1 | IS STM         | Si | No | STM      | 67 mm           | 76.6 mm            | 88.8 mm  | 395g  | Zoom  | EW-73D                        | 2020-02-13  | [ 39 ] |
| 24–240               | f/4.0–6.3 | IS USM         | Si | No | USM      | 72 mm           | 80.4 mm            | 122.5 mm | 750g  | Zoom  | EW-78F                        | 2019-07-09  | [ 40 ] |
| 28                   | f/2.8     | STM            | No | No | STM      | 55 mm           | 69.2 mm            | 24.7 mm  | 120g  | Prime | EW-55                         | 2023-05-24  | [ 41 ] |
| 28–70                | f/2.0     | L USM          | No | Si | USM      | 95 mm           | 103.8 mm           | 139.8 mm | 1430g | Zoom  | EW-103                        | 2018-09-05  | [ 42 ] |
| 35                   | f/1.4     | L VCM          | No | Si | VCM      | 67 mm           | 76.5 mm            | 99.3 mm  | 555g  | Prime | EW-73F                        | 2024-06-05  | [ 43 ] |
| 35                   | f/1.8     | Macro IS STM   | Si | No | STM      | 52 mm           | 74.4 mm            | 62.8 mm  | 305g  | Prime | EW-52                         | 2018-09-05  | [ 44 ] |
| 50                   | f/1.2     | L USM          | No | Si | USM      | 77 mm           | 89.9 mm            | 108 mm   | 950g  | Prime | ES-83                         | 2018-09-05  | [ 45 ] |
| 50                   | f/1.8     | STM            | No | No | STM      | 43 mm           | 69.2 mm            | 40.5 mm  | 160g  | Prime | ES-65B                        | 2020-11-04  | [ 46 ] |
| 55–210               | f/5.0–7.1 | RF-S IS STM    | Si | No | STM      | 55 mm           | 69 mm              | 92.9 mm  | 270g  | Zoom  | ET-60B                        | 2023-02-08  | [ 47 ] |
| 70–200               | f/2.8     | L IS USM       | Si | Si | Dual USM | 77 mm           | 89.9 mm            | 146 mm   | 1070g | Zoom  | ET-83F (WIII)                 | 2019-10-24  | [ 48 ] |
| 70–200               | f/4.0     | L IS USM       | Si | Si | USM      | 77 mm           | 83.5 mm            | 119 mm   | 695g  | Zoom  | ET-83G (WIII)                 | 2020-11-04  | [ 49 ] |
| 85                   | f/1.2     | L USM          | No | Si | USM      | 82 mm           | 103.2 mm           | 117.3 mm | 1195g | Prime | ET-89                         | 2019-05-08  | [ 50 ] |
| 85                   | f/1.2     | L USM DS       | No | Si | USM      | 82 mm           | 103.2 mm           | 117.3 mm | 1195g | Prime | ET-89                         | 2019-10-24  | [ 51 ] |
| 85                   | f/2.0     | Macro IS STM   | Si | No | STM      | 67 mm           | 78 mm              | 90.5 mm  | 500g  | Prime | ET-77                         | 2020-07-09  | [ 52 ] |
| 100                  | f/2.8     | Macro L IS USM | Si | Si | USM      | 67 mm           | 82 mm              | 148 mm   | 730g  | Prime | ET-73C                        | 2021-04-14  | [ 53 ] |
| 100–300              | f/2.8     | L IS USM       | Si | Si | USM      | 112 mm          | 128 mm             | 323.4 mm | 2650g | Zoom  | ET-124                        | 2023-04-20  | [ 54 ] |
| 100–400              | f/5.6–8   | IS USM         | Si | No | USM      | 67 mm           | 79.5 mm            | 164.5 mm | 635g  | Zoom  | ET-74B                        | 2021-09-14  | [ 55 ] |
| 100–500              | f/4.5–7.1 | L IS USM       | Si | Si | USM      | 77 mm           | 93.8 mm            | 207.6 mm | 1365g | Zoom  | ET-83F (WIII)                 | 2020-07-09  | [ 56 ] |
| 135                  | f/1.8     | L IS USM       | Si | Si | USM      | 82 mm           | 89.2 mm            | 130.3 mm | 935g  | Prime | EW-88B                        | 2022-11-02  | [ 57 ] |
| 200–800              | f/6.3–9   | IS USM         | Si | No | USM      | 95 mm           | 102.3 mm           | 314.1 mm | 2050g | Zoom  | ET-101                        | 2023-11-02  | [ 58 ] |
| 400                  | f/2.8     | L IS USM       | Si | Si | USM      | 52 mm drop-in   | 163 mm             | 367 mm   | 2890g | Prime | ET-155 (WIII) ET-155B         | 2021-04-14  | [ 59 ] |
| 600                  | f/4.0     | L IS USM       | Si | Si | USM      | 52 mm drop-in   | 168 mm             | 472 mm   | 3090g | Prime | ET-160 (WIII) ET-160B         | 2021-04-14  | [ 60 ] |
| 600                  | f/11      | IS STM         | Si | No | STM      | 82 mm           | 93 mm              | 269.5 mm | 930g  | Prime | ET-88B                        | 2020-07-09  | [ 61 ] |
| 800                  | f/5.6     | L IS USM       | Si | Si | USM      | 52 mm drop-in   | 163 mm             | 432 mm   | 3140g | Prime | ET-155 (long) ET-155B (short) | 2022-02-24  | [ 62 ] |
| 800                  | f/11      | IS STM         | Si | No | STM      | 95 mm           | 101.6 mm           | 351.8 mm | 1260g | Prime | ET-101                        | 2020-07-09  | [ 63 ] |
| 1200                 | f/8       | L IS USM       | Si | Si | USM      | 52 mm drop-in   | 168 mm             | 537 mm   | 3340g | Prime | ET-160 (long) ET-160B (short) | 2022-02-24  | [ 64 ] |

### Galería de Objetivos
|                          |
| RF 10–20 mm f/4 L IS STM |

|                           |
| RF 24–105 mm f/4 L IS USM |

|                       |
| RF 28–70 mm f/2 L USM |

|                             |
| RF 35 mm f/1.8 MACRO IS STM |

|                             |
| RF 85 mm f/2.0 MACRO IS STM |

|                       |
| RF 600 mm f/11 IS STM |

|                                       |
| RF 800 mm f/11 IS STM at Canon EOS R5 |

|                                        |
| RF 85 mm f/1.2 L USM on a Canon EOS R6 |

|                             |
| RF 24–240 mm f/4-6.3 IS USM |

|                            |
| RF 15–35 mm f/2.8 L IS USM |

|                                |
| RF 100 mm f/2.8 L IS USM MACRO |

|                              |
| RF 100–400 mm f/5.6-8 IS USM |

## Adaptadores Canon montura RF

### Multiplicadores de objetivos RF de Canon
Canon también ofrece multiplicadores de objetivos de 1,4x o 2x o teleconvertidores para determinados objetivos RF, que ofrecen un mayor alcance sin sacrificar la calidad de imagen. Esto es posible gracias al uso de un cristal de alta refracción y baja dispersión que reduce las aberraciones cromáticas que suelen ocurrir al ampliar la imagen.
El diseño de ambos multiplicadores RF también incluye un revestimiento especial del objetivo y una estructura de tres capas para evitar las luces parásitas. Además, el exterior blanco típico de los teleobjetivos de la serie L de Canon evita que los multiplicadores se calienten demasiado y garantiza un rendimiento óptimo.
No obstante, debido a su estructura física, pocos objetivos admiten multiplicadores. Cabe destacar que el uso del Extender RF 1.4x de Canon conlleva una reducción de un paso en la abertura máxima, y el uso del Extender RF 2x una reducción de dos pasos. Sin embargo, los objetivos pueden seguir enfocando automáticamente.

### Tabla de Adaptadores
| Nombre                                | Tipo              | Montura Lente | Montura Camara | Diámetro            | Longitud | Peso  | Nota                                                                        | Referencia |
| ------------------------------------- | ----------------- | ------------- | -------------- | ------------------- | -------- | ----- | --------------------------------------------------------------------------- | ---------- |
| Extensor RF 1.4x - Lentes RF          | Extensor          | RF            | RF             | 71.2 mm             | 20.3 mm  | 225 g | RF 600mm f/11 IS STM, RF 800mm f/11 IS STM, RF 100-500mm f/4.5-7.1 L IS USM | [ 65 ]     |
| Extensor RF 2x - Lentes RF            | Extensor          | RF            | RF             | 71.2 mm             | 39.3 mm  | 340 g | RF 600mm f/11 IS STM, RF 800mm f/11 IS STM, RF 100-500mm f/4.5-7.1 L IS USM | [ 66 ]     |
| Mount Adapter PL-RF                   | Adaptador Montura | PL            | RF             |                     |          |       |                                                                             | [ 67 ]     |
| Mount Adapter EF-EOS R                | Adaptador Montura | EF / EF-S     | RF             | 71.2 mm             | 24.0 mm  | 110 g |                                                                             | [ 68 ]     |
| Drop-in Filter Mount Adapter EF-EOS R | Adaptador Montura | EF / EF-S     | RF             | 73.2 mm             | 24.7mm   | 121 g | Drop-in Circular Polarizing Filter                                          | [ 69 ]     |
| Drop-in Filter Mount Adapter EF-EOS R | Adaptador Montura | EF / EF-S     | RF             | 73.2 mm             | 24.7mm   | 121 g | Drop-in Variable Neutral Density Filter                                     | [ 70 ]     |
| Control Ring Mount Adapter EF-EOS R   | Adaptador Montura | EF / EF-S     | RF             | 74.4 mm             | 24.0mm   | 130 g |                                                                             | [ 71 ]     |
| Mount Adapter EF-EOS R 0.71x          | Adaptador Montura | RF            | RF             | 77.2 mm (x 76.6 mm) | 20.7 mm  | 200 g |                                                                             | [ 72 ]     |

## FAQs de la montura RF de Canon
¿Se pueden usar los objetivos RF de Canon con una montura EF?
No, los objetivos RF de Canon no son compatibles con cámaras réflex con montura EF de Canon, ni hay un adaptador entre las montura RF y EF. Más información sobre la compatibilidad de objetivos.
¿Qué significa el RF de los objetivos de Canon?
Cuando se presentó el sistema EOS de Canon, el nombre significaba Electro-Optical System (sistema electro-óptico). Como la montura EF era totalmente electrónica, EF significaba Electronic Focus (enfoque electrónico).
El proyecto de Canon de desarrollar la siguiente generación de cámaras EOS tenía el objetivo de «Reimaginar la excelencia óptica» y se le puso el nombre en clave de Project R. Esto acabó conduciendo al nombre oficial del sistema EOS R. En el caso de los objetivos, una fusión de EF y R dio lugar al nombre de objetivos RF (Re-imagined Focus), que simplemente son objetivos de Canon diseñados para el uso con cámaras del sistema EOS R, que disponen de la nueva montura RF.
¿Qué son los objetivos RF-S?
La categoría de objetivos RF-S se introdujo para ofrecer objetivos asequibles y de uso general diseñados para el uso con cámaras APS-C del sistema EOS R, por lo que el RF-S 18-45mm F4.5-6.3 IS STM es el objetivo ideal para combinar con la EOS R10 de Canon, por ejemplo. La montura RF en un objetivo RF-S es idéntica a la montura de todos los objetivos RF, y los objetivos RF-S son compatibles con todas las cámaras del sistema EOS R. Sin embargo, cuando se equipa un objetivo RF-S en una cámara Full Frame del sistema EOS R, esta recortará automáticamente el área de la imagen para encajar con la cobertura del objetivo APS-C.